# The Fireball
The Fireball is een Amerikaanse dramafilm uit 1950 onder regie van Tay Garnett.

## Verhaal
Johnny Casar loopt weg uit het weeshuis. Met hulp van Mary Reeves wordt hij een beroemde rolschaatser. Johnny maakt kennis met verschillende mooie vrouwen. Hij heeft niet in de gaten dat ze alleen geïnteresseerd zijn in hem, omdat hij een bekende atleet is. Dan krijgt hij echter polio.

## Rolverdeling
| Acteur         | Personage      |
| -------------- | -------------- |
| Mickey Rooney  | Johnny Casar   |
| Pat O'Brien    | Pastoor O'Hara |
| Beverly Tyler  | Mary Reeves    |
| James Brown    | Allen          |
| Ralph Dumke    | Bruno Crystal  |
| Milburn Stone  | Jeff Davis     |
| Bert Begley    | Shilling       |
| Marilyn Monroe | Polly          |
| Sam Flint      | Dokter Barton  |
| Glenn Corbett  | Mack Miller    |
| John Hedloe    | Ullman         |